# H. A. Brendekilde
Hans Andersen Brendekilde (* 7. April 1857 in Brændekilde, Odense Kommune; † 30. März 1942 in Jyllinge) war ein dänischer Maler. 

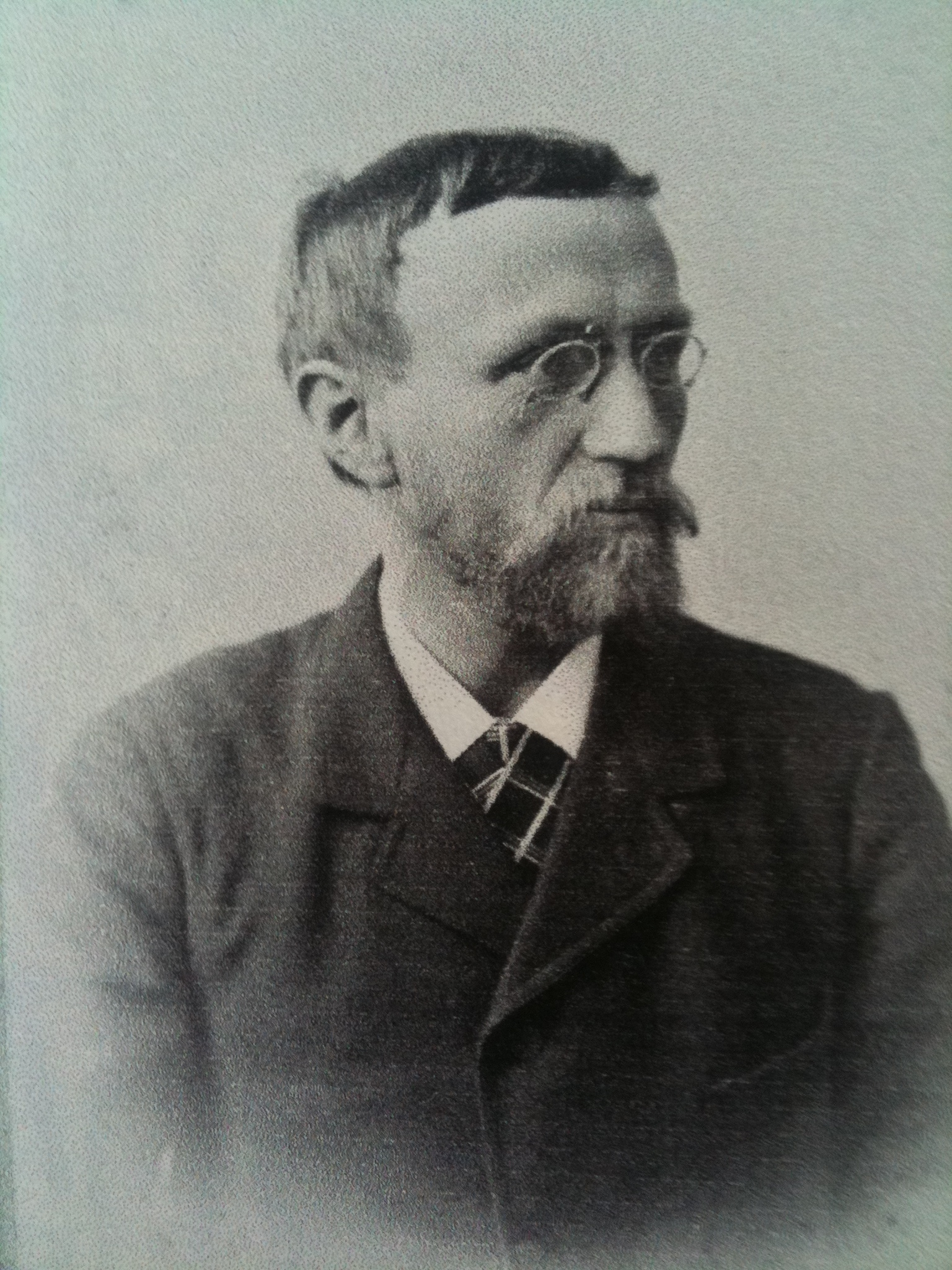
Hans Andersen Brendekilde (Foto)

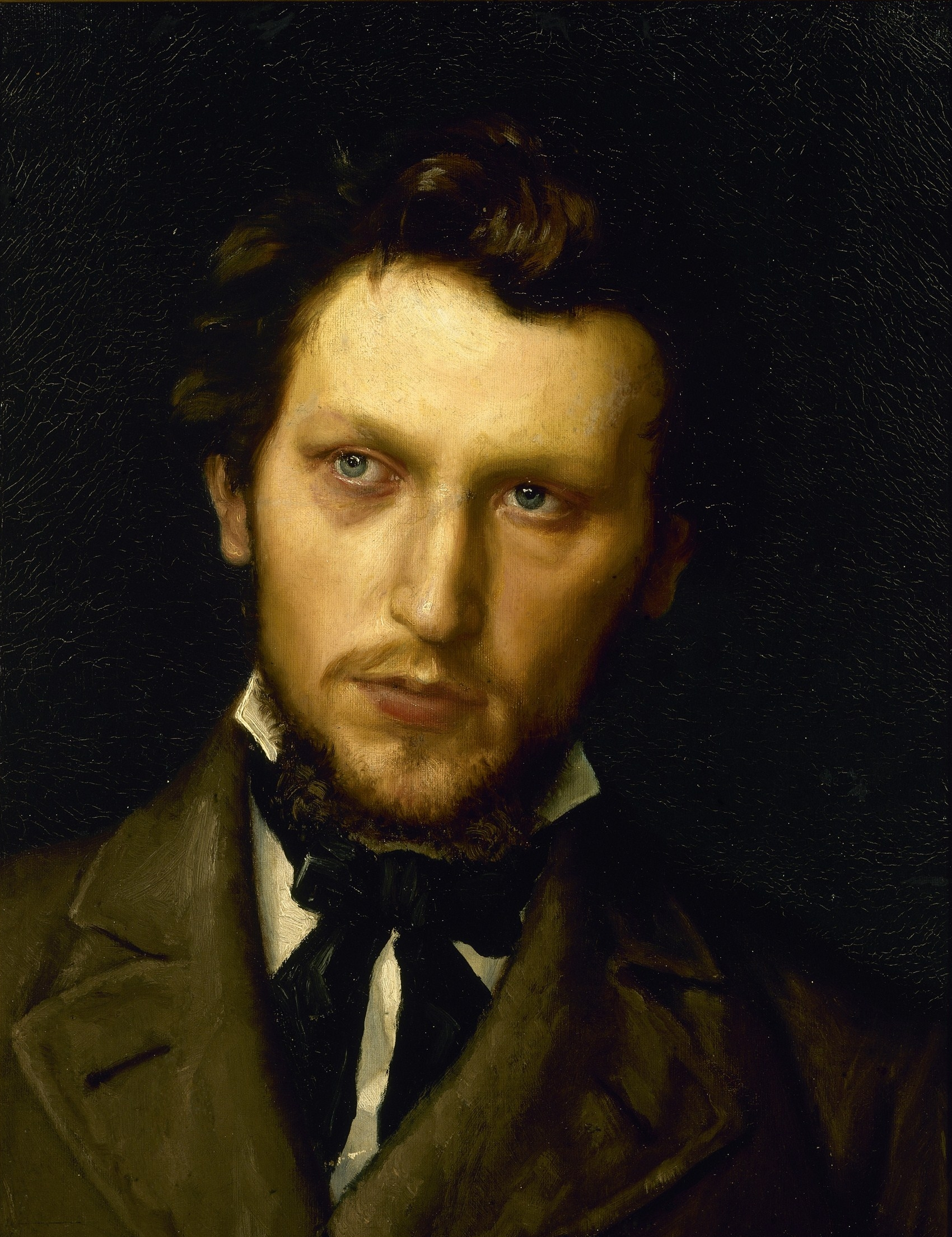
Hans Andersen Brendekilde im Porträt von Laurits Andersen, Öl auf Leinwand, vor 1900

## Leben und Werk
Ursprünglich als Hans Andersen geboren, fügte er im März 1884 den Namen seines Geburtsorts dazu, um sich von anderen Trägern dieses Namens zu unterscheiden. Er benutzte auch die Kurzform H.A. Brendekilde. Er entstammte einer Bauernfamilie, kam nach Odense, um beim örtlichen Bildhauer den Beruf eines Steinmetzen zu erlernen. Anschließend begann Brendekilde an der Königlich Dänischen Kunstakademie in Kopenhagen, zuerst das Studium der Bildhauerei, ab 1881 auch der Malerei, der er sich endgültig widmete.
An der Akademie traf er den aus dem Nachbardorf Ring stammenden Studenten Laurits Andersen, der auch den Geburtsortsnamen Ring annahm. Brendekilde und Ring blieben lebenslang Freunde. In den 1880er Jahren waren sie gemeinsam auf der Insel Fünen tätig. Ihre Werke waren von Jean-François Millet  und Jules Bastien-Lepage beeinflusst. Brendekilde besuchte Italien, Ägypten, Palästina und Syrien. Er beschäftigte sich auch mit der Keramik und dem Entwurf von Kirchenfenstern.
Brendekilde gehörte mit seinen Freunden Lauritz Andersen Ring, Carl O. J. Lund und Karl Hansen Reistrup zu den künstlerischen Mitarbeitern, die Ende der 1880er Jahre beitrugen zur Bekanntheit von Herman A. Kählers Werkstatt, einer Töpferei in Næstved.
Die frühesten Werke Brendekildes stellten das harte Leben der armen Bauern dar. Später verzichtete er auf die sozialkritischen Themen und zeigte das Landleben von der idyllischen Seite.
Brendekilde heiratete Ida Juliane Antonie geb. Nielsen aus Holtug. Das Ehepaar hatte mehrere Kinder.

## Galerie

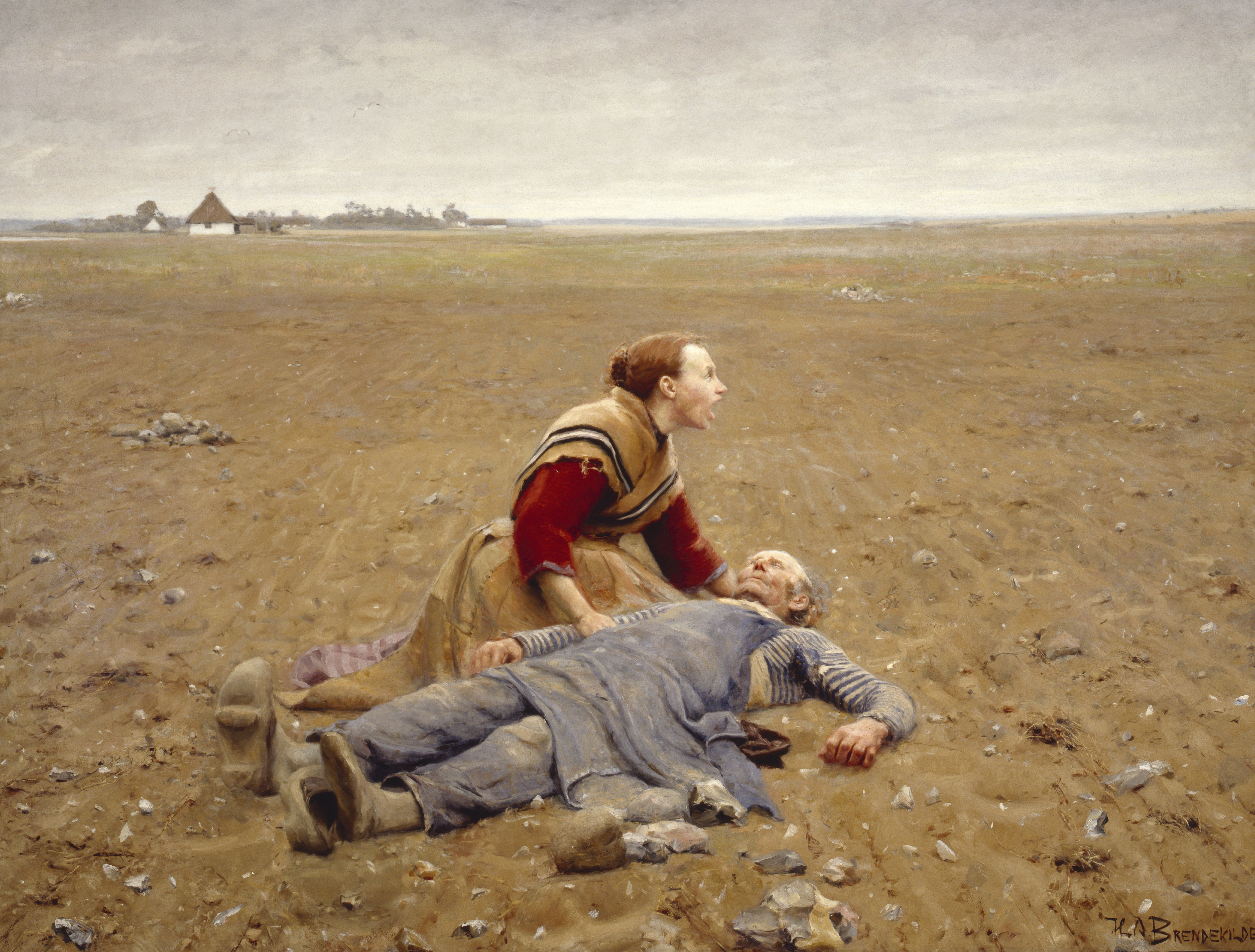
Erschöpft, Öl auf Leinwand, 1889
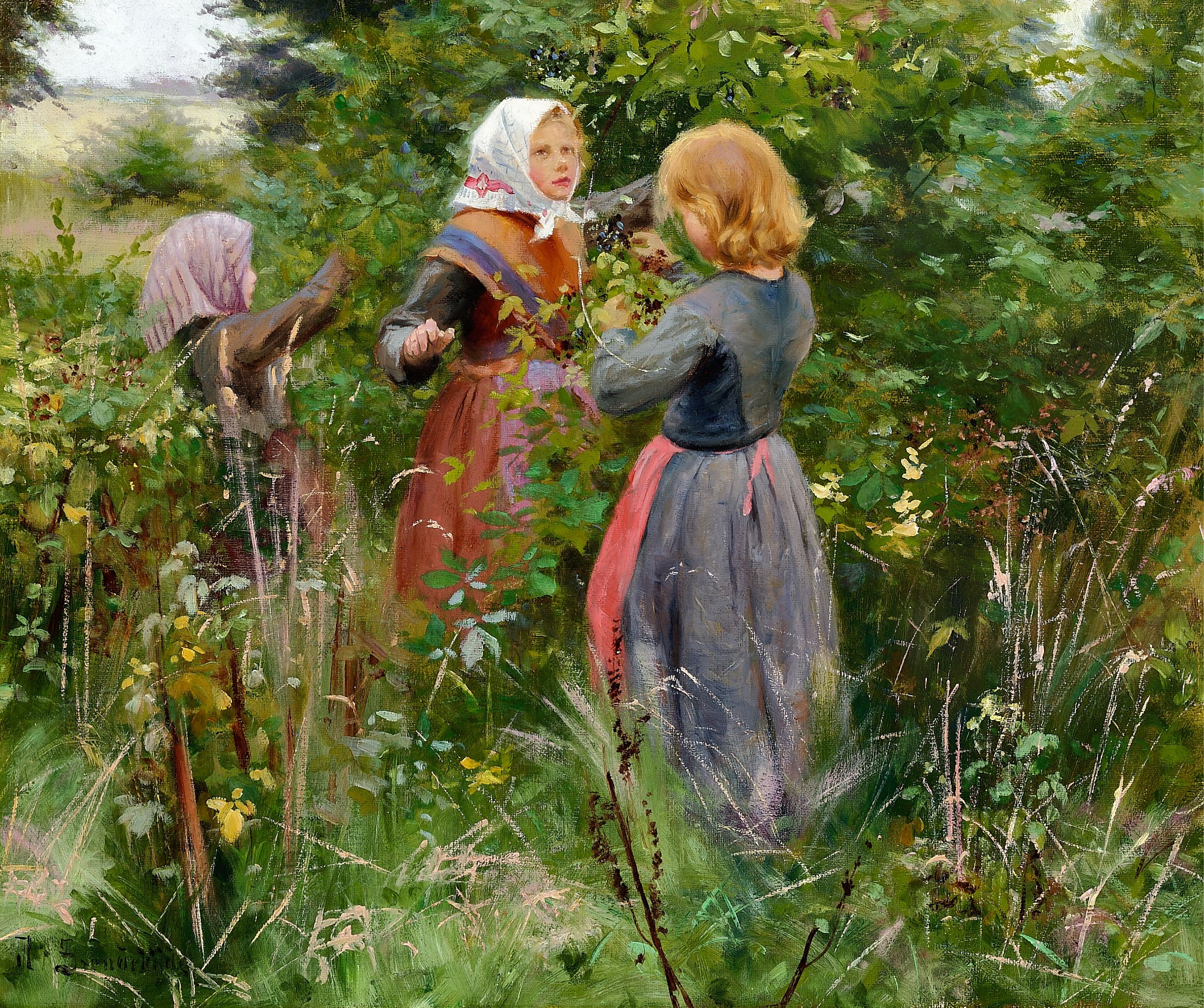
Drei kleine Mädchen pflücken Brombeeren, Öl auf Leinwand, ca. 1885
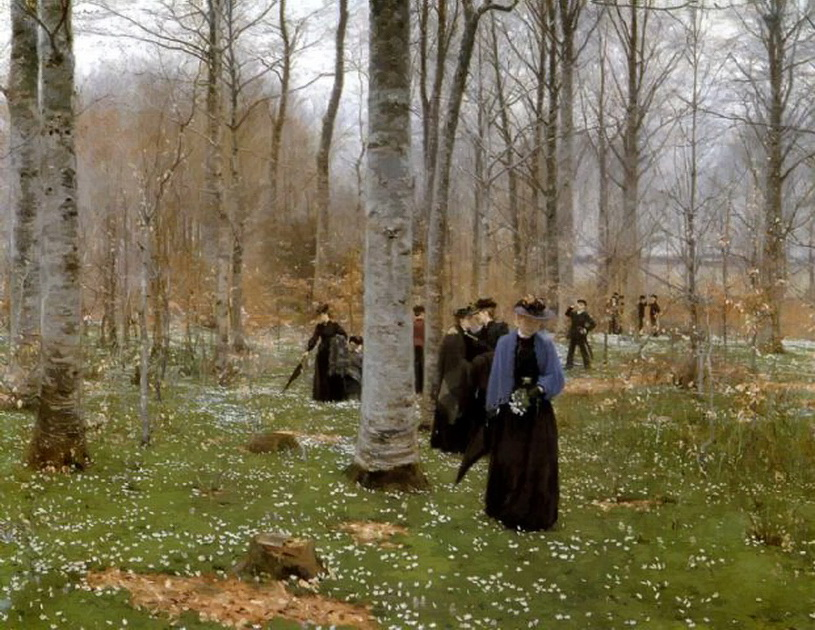
Ein Frühlingstag, Öl auf Leinwand, ca. 1890
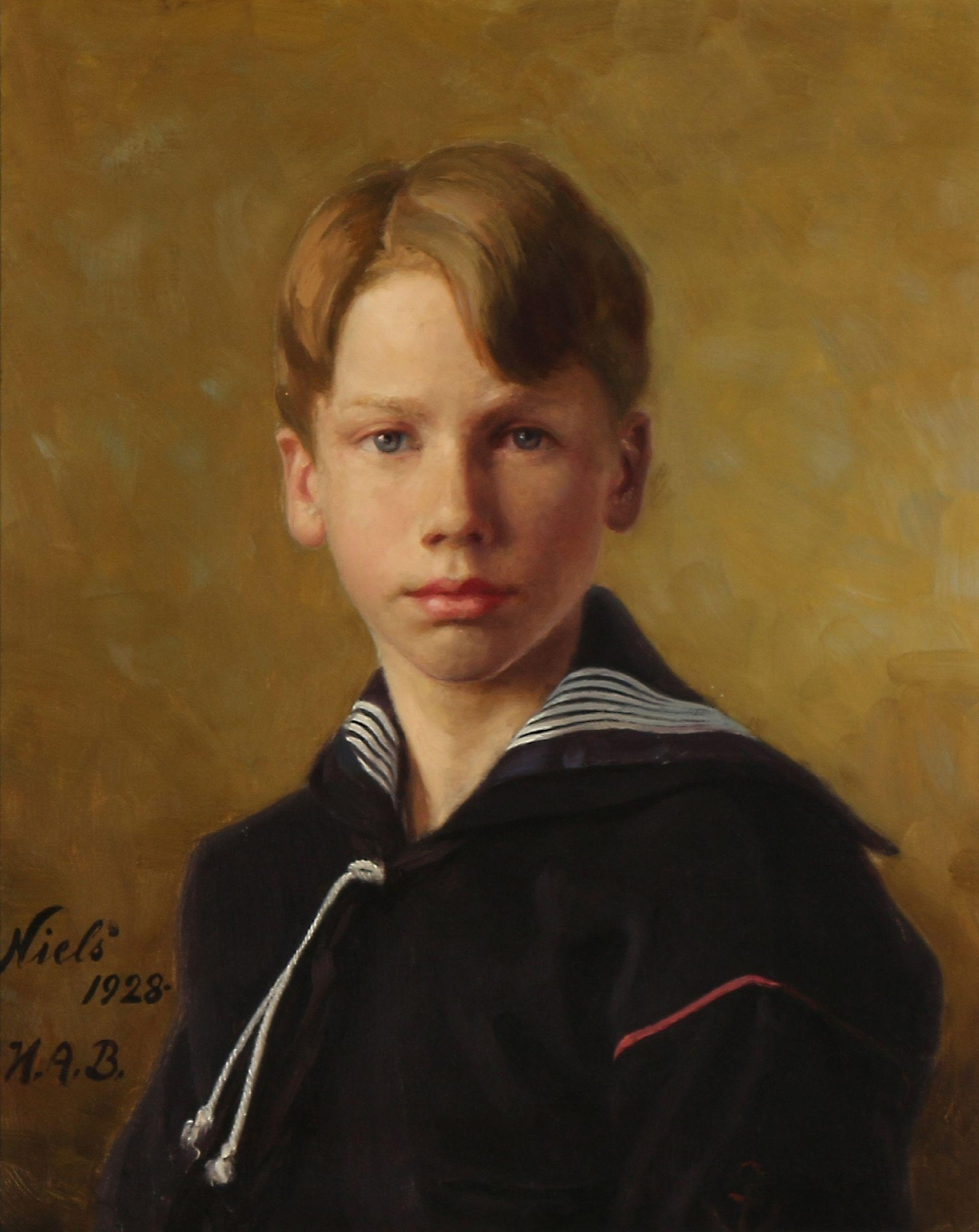
Porträt von Brendekildes Neffen Nils, Öl auf Leinwald, 1928
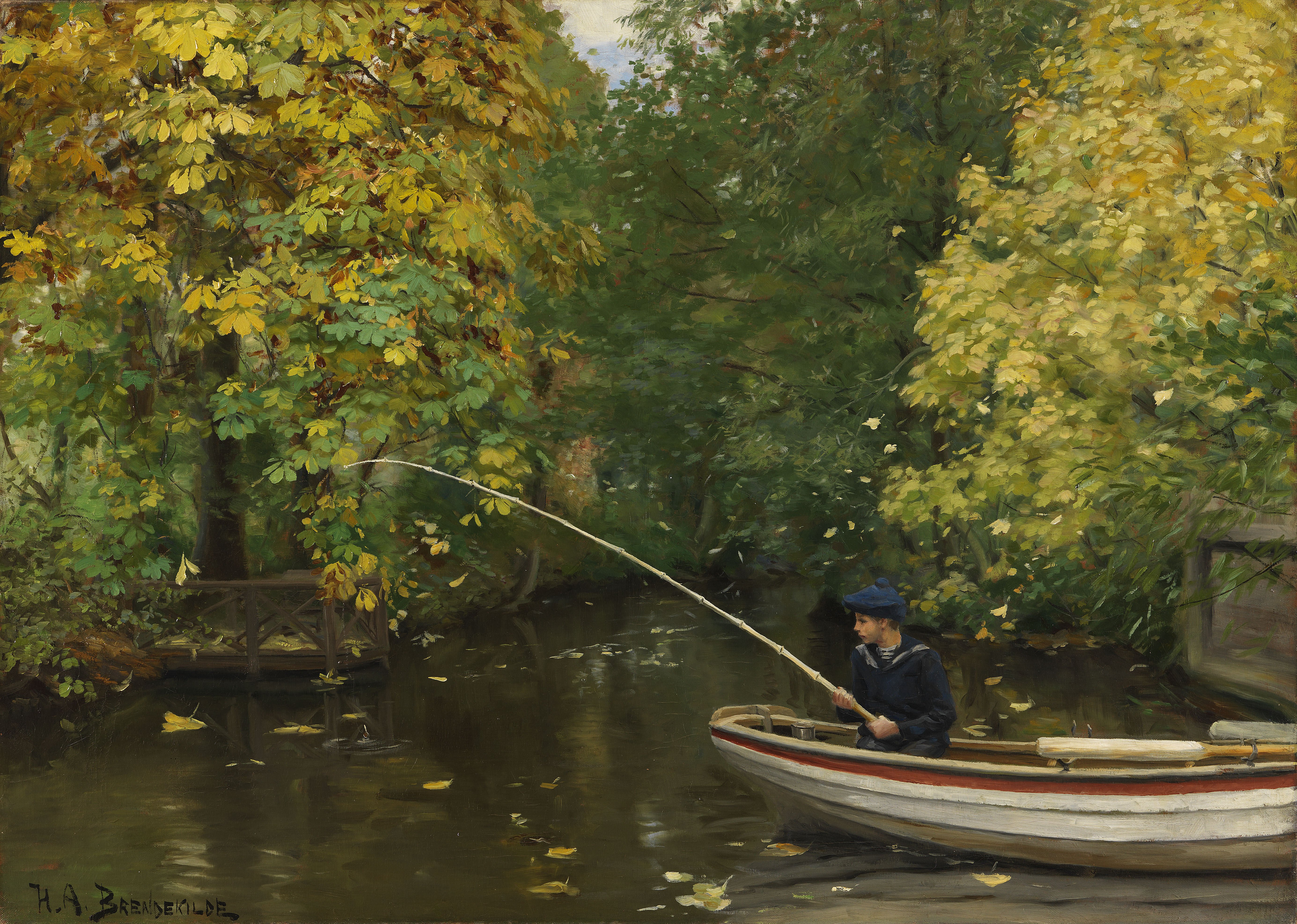
Angelnder Junge, Öl auf Leinwand, zwischen 1880 und 1900
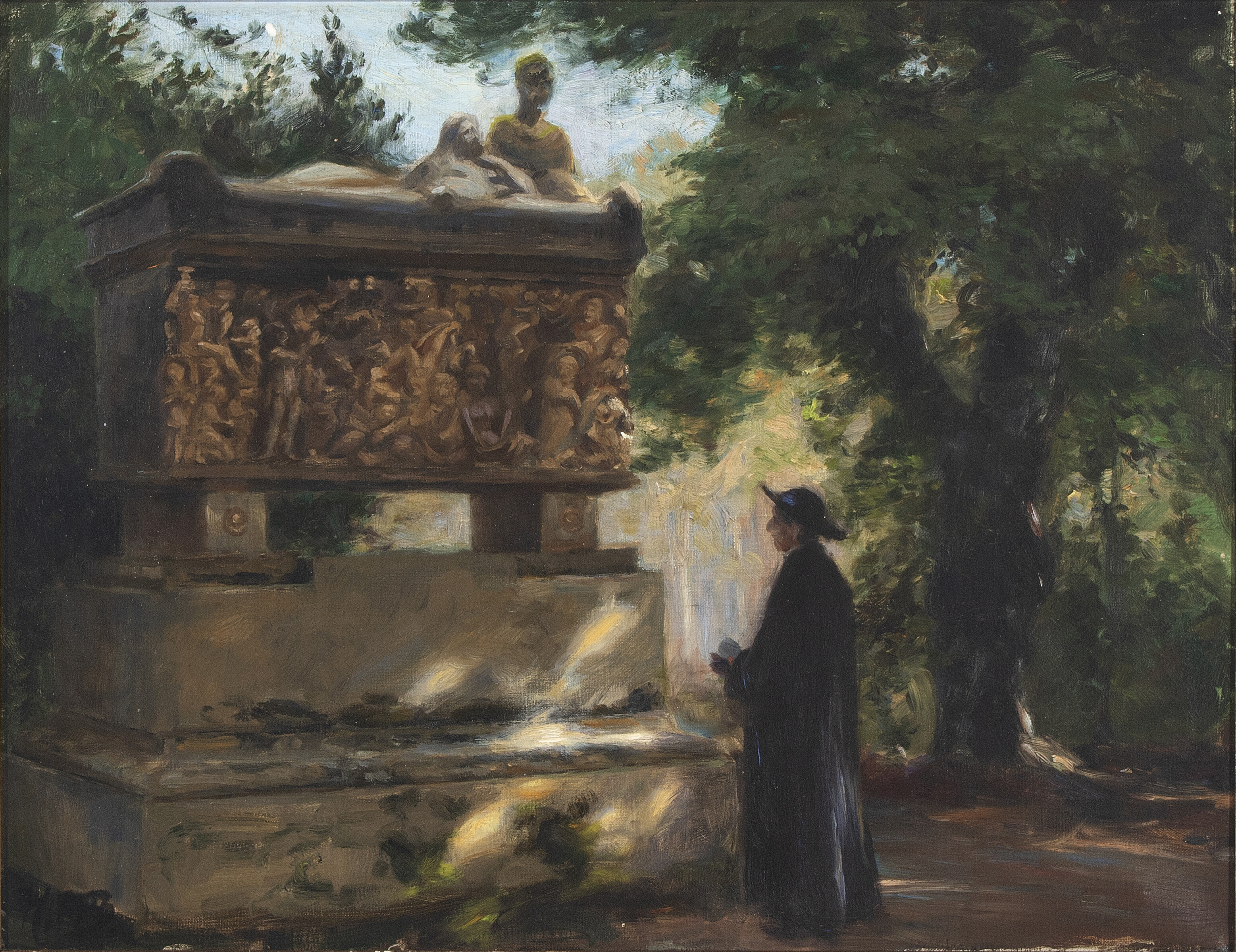
Katholischer Pater vor einem Sarkophag, 1909, Italien